# Tadeusz Stanisławski
Tadeusz Stanisławski (ur. 11 lutego 1969 w Zielonej Górze) – polski ksiądz katolicki, prawnik, doktor habilitowany nauk prawnych w zakresie prawa, specjalista prawa administracyjnego i prawa wyznaniowego, profesor nadzwyczajny na Wydziale Prawa i Administracji Uniwersytetu Zielonogórskiego, nauczyciel akademicki na Wydziale Prawa, Prawa Kanonicznego i Administracji Katolickiego Uniwersytetu Lubelskiego Jana Pawła II.

## Formacja kapłańska i wykształcenie
Maturę uzyskał w Nowej Soli. Ukończył formację kapłańską w Wyższym Seminarium Duchownym Diecezji Gorzowskiej w Paradyżu, otrzymując w 1993 święcenia kapłańskie i tytuł magistra teologii w Papieskim Fakultecie Teologicznym we Wrocławiu. Początkowo był wikariuszem i nauczycielem religii w liceum w Sulechowie. Po studiach na Wydziale Prawa Kanonicznego i Świeckiego KUL (obecnie: Wydział Prawa, Prawa Kanonicznego i Administracji Katolickiego Uniwersytetu Lubelskiego Jana Pawła II – WPPKiA KUL) uzyskał w 1997 magisterium i licencjat z prawa kanonicznego, a w 1999 tytuł magistra prawa.

## Kariera naukowa
W 2001 na podstawie rozprawy doktorskiej pt. Opodatkowanie instytucji i osób duchownych Kościoła Katolickiego w Polsce w latach 1944–2001 napisanej pod kierunkiem ks. prof. dr. hab. Henryka Misztala uzyskał stopień naukowy doktora nauk prawnych. W 2001 został zatrudniony na WPPKiA KUL JPII w Katedrze Administracji Publicznej. W 2012 na podstawie dorobku naukowego i rozprawy habilitacyjnej pt. Finansowanie instytucji wyznaniowych ze środków publicznych w Polsce uzyskał stopień doktora habilitowanego nauk prawnych. Od 2014 jest profesorem nadzwyczajnym w Katedrze Teorii Prawa Wydziału Prawa i Administracji Uniwersytetu Zielonogórskiego. W 2022 został dziekanem tegoż wydziału.
Jest członkiem założycielem Polskiego Towarzystwa Prawa Wyznaniowego i członkiem Komisji Rewizyjnej PTPW.
Zasiada w redakcji kwartalnika Studia Prawnicze KUL.

## Funkcje kościelne
Jako kapłan diecezji zielonogórsko-gorzowskiej pełni funkcje przewodniczącego Diecezjalnej Rady ds. Ekonomicznych, adwokata sądu biskupiego, wykładowcy prawa wyznaniowego w Wyższym Seminarium Duchownym. Był także członkiem składu orzekającego Komisji Majątkowej.

## Wybrane publikacje
- Finansowanie instytucji wyznaniowych ze środków publicznych w Polsce, Lublin 2011
- E-administracja – szanse i zagrożenia, (red. nauk. wspólnie z: Łukasz Jurek, Bogusław Przywora) Lublin 2013
- Reformy ustrojowe w Polsce, 1989–1998–?, (red. nauk. wspólnie z: Łukasz Jurek, Bogusław Przywora) Lublin 2014
- Z najnowszej problematyki prawa publicznego i prywatnego, (red. nauk. wspólnie z: Łukasz Jurek, Bogusław Przywora, Paweł Śwital) Lublin 2014